# Notiophilus geminatus
Notiophilus geminatus é uma espécie de insetos coleópteros pertencente à família Carabidae.
A autoridade científica da espécie é Dejean & Boisduval, tendo sido descrita no ano de 1830.
Trata-se de uma espécie presente no território português.